# Martin L. Clardy

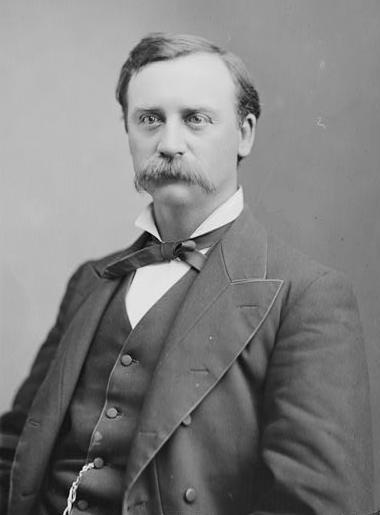
Martin L. Clardy

Martin Linn Clardy (* 26. April 1844 bei Farmington, Missouri; † 5. Juli 1914 in St. Louis, Missouri) war ein US-amerikanischer Politiker. Zwischen 1879 und 1889 vertrat er den Bundesstaat Missouri im US-Repräsentantenhaus.

## Werdegang
Martin Clardy erhielt eine akademische Ausbildung. Er studierte an der Saint Louis University, der University of Mississippi in Oxford und der University of Virginia in Charlottesville. Während des Bürgerkrieges diente Clardy im Heer der Konföderation, in dem er bis zum Major aufstieg. Nach einem anschließenden Jurastudium und seiner Zulassung als Rechtsanwalt begann er in Farmington in diesem Beruf zu arbeiten. Politisch war er Mitglied der Demokratischen Partei. Im Jahr 1884 war er Delegierter zur Democratic National Convention in Chicago, auf der Grover Cleveland als Präsidentschaftskandidat nominiert wurde.
Bei den Kongresswahlen des Jahres 1878 wurde er im ersten Wahlbezirk von Missouri in das US-Repräsentantenhaus in Washington, D.C. gewählt, wo er am 4. März 1879 die Nachfolge des Republikaners Anthony F. Ittner antrat. Nach vier Wiederwahlen konnte er bis zum 3. März 1889 fünf Legislaturperioden im Kongress absolvieren. Seit 1883 vertrat er dort als Nachfolger von Joseph Henry Burrows den zehnten Distrikt seines Staates. Zwischen 1885 und 1887 war Clardy Vorsitzender des Bergbauausschusses; von 1887 bis 1889 leitete er den Handelsausschuss. Im Jahr 1888 wurde er nicht bestätigt.
Nach seinem Ausscheiden aus dem US-Repräsentantenhaus praktizierte Clardy wieder als Anwalt in Farmington. Im Jahr 1894 zog er nach St. Louis, wo er die Rechtsabteilung zweier Eisenbahngesellschaften leitete. Seit 1909 war er zusätzlich noch Vizepräsident dieser Gesellschaften. Martin Clardy starb am 5. Juli 1914 in St. Louis, wo er auch beigesetzt wurde.